# Brachyglanis nocturnus
Brachyglanis nocturnus is een straalvinnige vissensoort uit de familie van de antennemeervallen (Heptapteridae). De wetenschappelijke naam van de soort is voor het eerst geldig gepubliceerd in 1928 door George Sprague Myers.